# Operación Póker: agente 05-14
Operación Póker: agente 05-14 (en italiano: Operazione Poker) es una coproducción  española e italiana dirigida por Osvaldo Civirani y protagonizada por  Roger Browne y José Greci, de género espionaje. La película se rodó principalmente en Copenhague.

## Argumento
Mientras el agente Forest escolta a un oficial vietnamita a la sede de las Naciones Unidas, muchos países están interesados en un invento secreto y revolucionario.

## Reparto
- Roger Browne:  Glenn Forest
- José Greci:  Helga
- Sancho Gracia:  John Parker
- Roberto Messina:  Omar (acreditado como Bob Messenger)
- Carla Calò: Agente rusa (acreditada como  Carol Brown)
- Andrea Scotti:  Frank (acreditado como  Andrew Scott)
- Helga Liné: Novia de Glenn
- Ángel Ter: Senador Harold Jackson